# Меньшиково (Новосибирская область)
Ме́ньшиково — село в Венгеровском районе Новосибирской области России. Административный центр Меньшиковского сельсовета.

## География
Площадь села — 60 гектаров.

## Население
| 2002 | 2007 | 2010 | 2012 | 2013 | 2014 | 2015 |
| ---- | ---- | ---- | ---- | ---- | ---- | ---- |
| 659  | ↘634 | ↘620 | ↘614 | ↗617 | ↘600 | ↘585 |
| 2016 | 2017 | 2018 | 2019 | 2020 | 2021 |      |
| ↘579 | ↗580 | ↘577 | ↘562 | ↗573 | ↘563 |      |

## Инфраструктура
В селе по данным на 2007 год функционируют 1 учреждение здравоохранения, 1 образовательное учреждение.

## Известные уроженцы
- Федотов, Максим Гаврилович (1917—1951) — советский военнослужащий, старшина. Полный кавалер ордена Славы[15].